# Sara Renner
Sara Renner (n. 10 aprilie 1976, Golden, British Columbia, Canada) este o schioară de fond ce a reprezentat Canada, medaliată olimpică. A participat la 4 ediții ale Jocurilor Olimpice (1998, 2002, 2006, 2010) în care a câștigat o medalie de argint.